# Carl Remigius Fresenius
Carl Remigius Fresenius (Francoforte sul Meno, 28 dicembre 1818 – Wiesbaden, 11 giugno 1897) è stato un chimico tedesco, noto per i suoi studi di chimica analitica.

## Biografia
Dopo aver lavorato a Francoforte in una farmacia, entrò all'Università di Bonn nel 1840 e un anno dopo si trasferì a Giessen, dove fu assistente nel laboratorio di Liebig e nel 1843 diventò assistente professore.

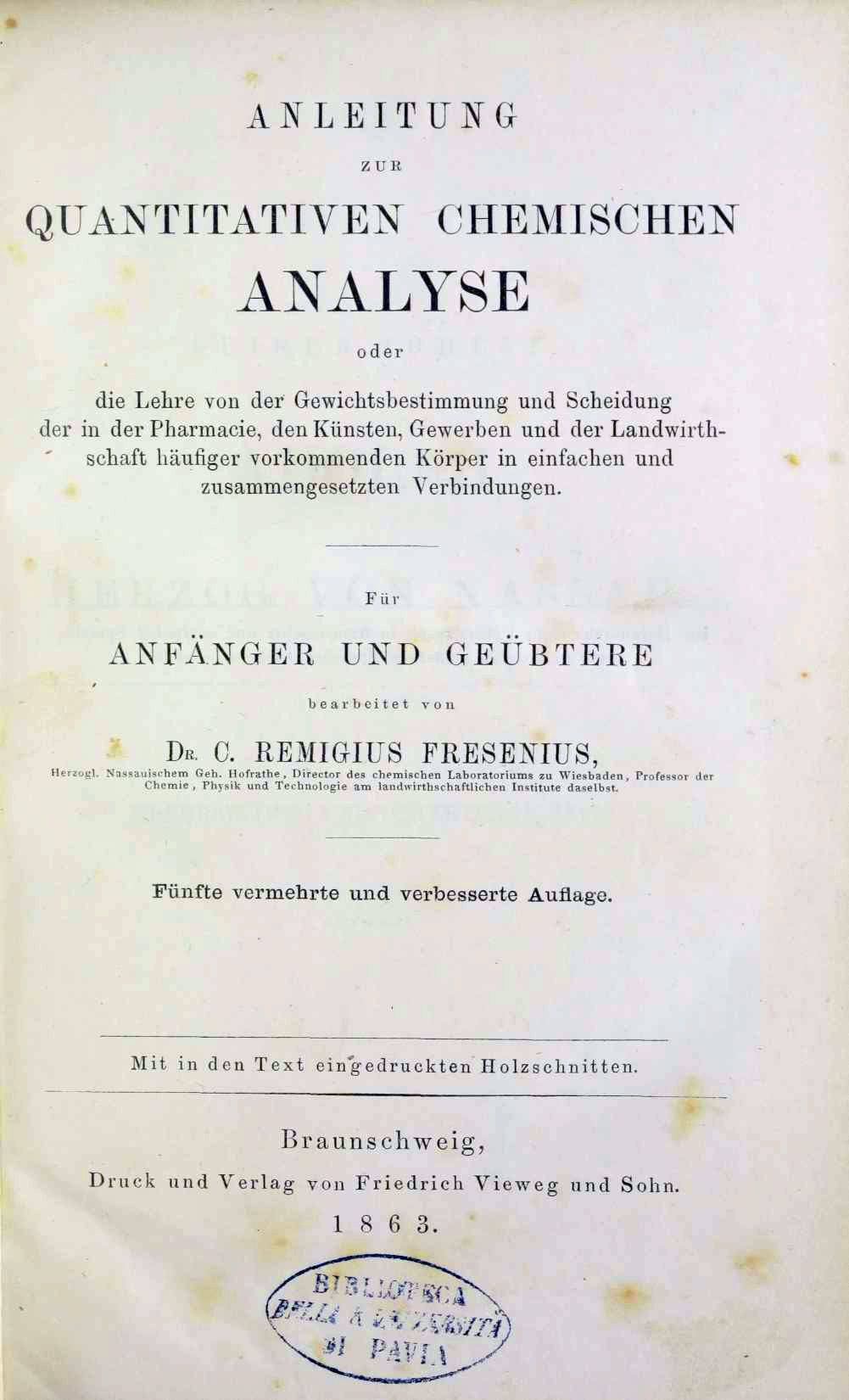
Anleitung zur quantitative chemischen Analyse, 1863

Nel 1845 fu chiamato alla cattedra di chimica, fisica e tecnologia dell'Istituto di agricoltura di Wiesbaden e tre anni dopo divenne il primo direttore del laboratorio di chimica che egli stesso aveva fatto istituire dal governo di Nassau. Sotto la sua guida, questo laboratorio negli anni si ingrandì e accrebbe la propria popolarità, aprendo una scuola di farmacia nel 1862 (poi chiusa nel 1877) e una sezione per le ricerche di agricoltura nel 1868.
A parte gli incarichi amministrativi, Fresenius s'impegnò quasi esclusivamente negli studi di chimica analitica. La completezza e accuratezza dei suoi libri di testo sull'argomento, li hanno resi presto dei manuali di riferimento (per esempio il suo testo sull'analisi qualitativa, apparso nel 1841, e quello sull'analisi quantitativa, uscito nel 1846).
Si occupò inoltre di analisi degli alimenti: l'Istituto di chimica della nutrizione, da lui stesso fondato, fu tra i primi al mondo nel settore.
Molti articoli originali di Fresenius furono pubblicati sulla rivista Zeitschrift für analytische Chemie, da lui fondata nel 1862 e pubblicata fino alla sua morte.
Nel 1881 Fresenius passò la direzione della stazione di ricerca sull'agricoltura al figlio Remigius Heinrich Fresenius (1847–1920), che fu allievo di Adolph Wilhelm Hermann Kolbe a Lipsia. Un altro figlio, Theodor Wilhelm Fresenius (1856–1936), studiò a Strasburgo ed ebbe diversi incarichi nel laboratorio di Wiesbaden.
Fresenius morì improvvisamente a Wiesbaden a 78 anni, l'11 giugno 1897.

## Opere
- Guida all'analisi chimica qualitativa, Torino, Pomba, 1845.
- (DE) Anleitung zur quantitative chemischen Analyse, Braunschweig, Vieweg und Sohn, 1863.